# Кіцканський монастир
Свято-Вознесенський Ново-Німецький (Кіцканський) монастир (рум. Mănăstirea Noul Neamț) — чоловічий монастир Православної церкви Молдови (Московський патріархат) у селі Кіцкани Слободзейського району Придністров'я. Розташований на правому березі Дністра за 5 км на південь від Тирасполя.
Монастир розташований на території Тираспольської єпархії, але з часу свого відродження у 1990 році — у віданні митрополита Кишинівського та всієї Молдови. Настоятель із 1995 року — митрополит Кишинівський і всієї Молдови Володимир (Кантарян). Намісник монастиря із 2007 року — архімандрит Паїсій (Чекан).

## Історія монастиря

### Заснування монастиря. Розвиток у XIX— початку XXст.

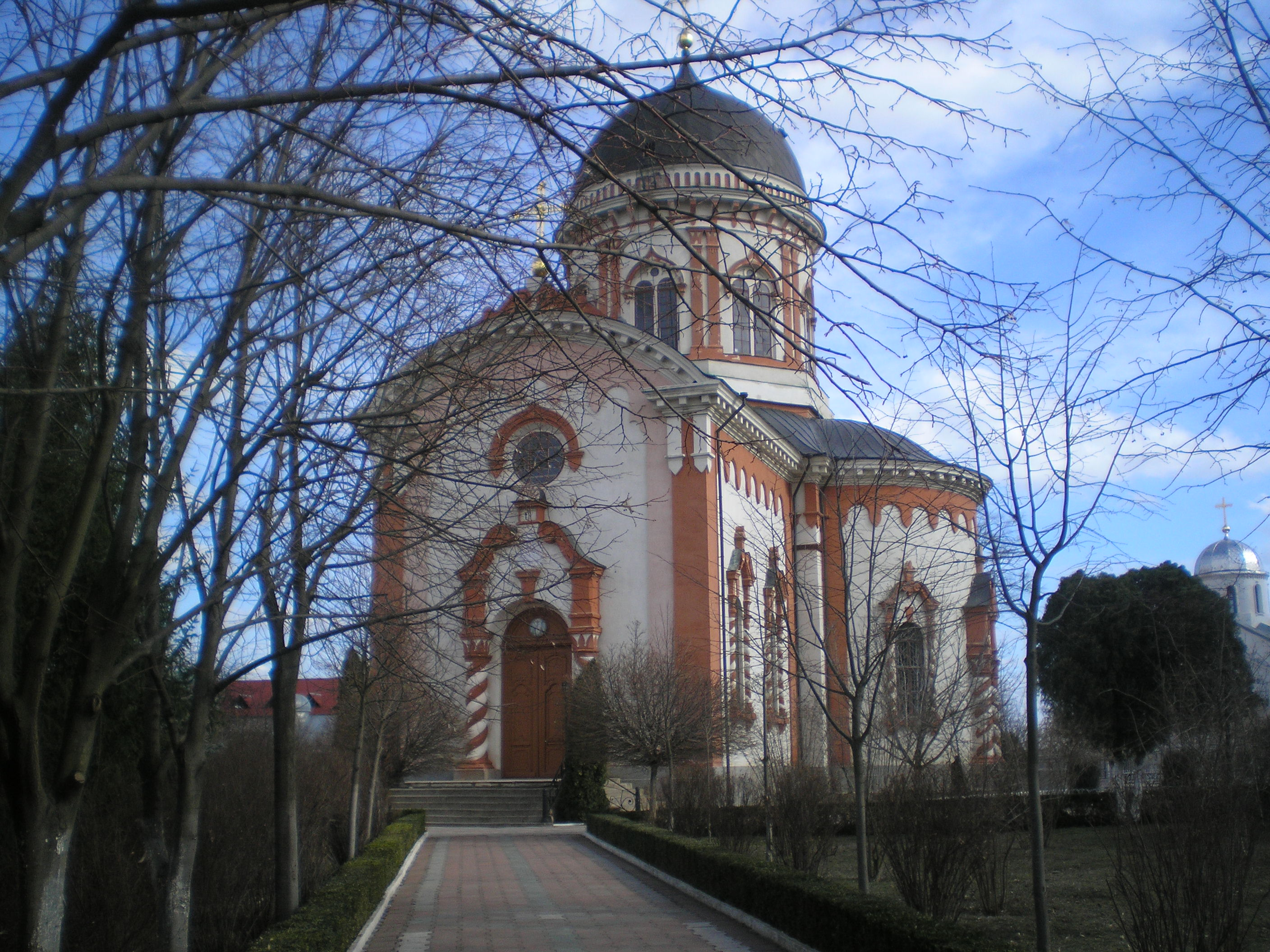
Вознесенський собор Кіцанського монастиря

Історія монастиря пов'язана з одним із важливих духовних центрів Молдавського князівства — Нямецькою лаврою (нині Румунська церква), яку наприкінці XVIII століття очолював Паїсій Величковський. Секуляризація, здійснена господарем Кузою на початку 1860-х, спонукала багатьох ченців покинути Нямецький монастир та створити нову обитель у російській Бессарабії, у вотчинах Нямецької лаври (у маєтку Копанка та Кіцкани). У село Кіцкани німецькі ченці на чолі з ієромонахом Феофаном (Кристя) прибули у грудні 1862 року. У 1863 році Феофан вирушив до Петербурга, де представив до міністерства закордонних справ проект нового монастиря. 13 (25) січня 1864 року імператор Олександр II затвердив проект про заснування Ново-Німецького Вознесенського загальножитнього монастиря у селі Кіцкани. У травні 1865 року архієпископ Антоній (Шокотов) звів ієромонаха Феофана у сан ігумена.
Будівництво монастирського комплексу провадилося майже 50 років. Вознесенський соборний храм та дзвіниця, що входять до складу монастирського ансамблю, були спроектовані у 1864 році невідомим петербурзьким архітектором. У серпні 1871 року був виконаний іконостас з іконами, роботи Сергія Верховцева. Пізніше, на початку XX століття, були зведені інші будівлі: трапезна, лікарня, кам'яна кухня та двоповерховий корпус для келій, а також надбрамна дзвіниця.

### Закриття

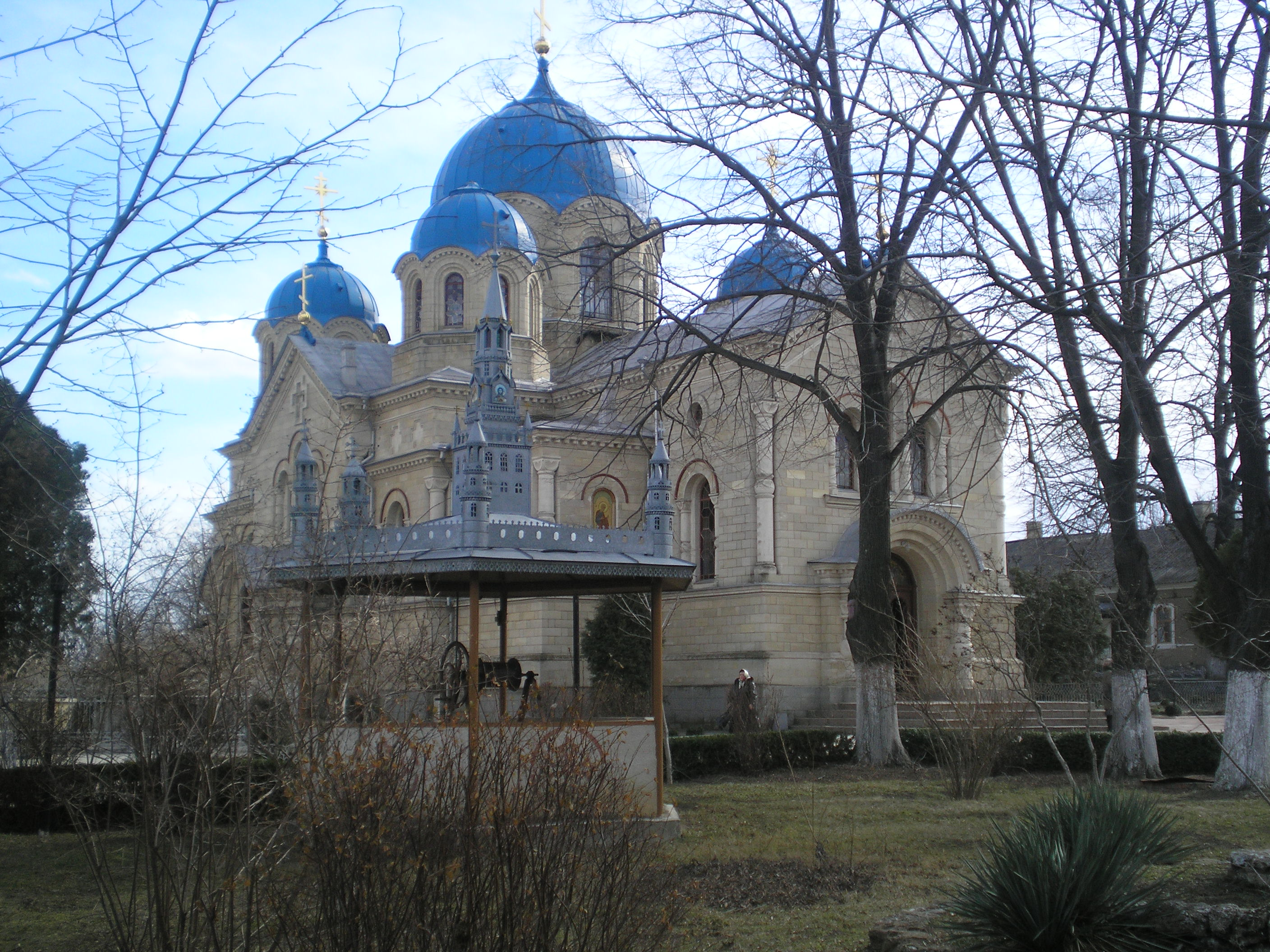
Успенський храм Кіцканського монастиря

Постановою Ради Міністрів СРСР від 16 жовтня 1958 року за № 1159 та № 1160 Кіцканський монастир у травні 1962 року було закрито. На його території було розміщено туберкульозну лікарню, а у дзвіниці — музей Бойової слави Ясько-Кишинівської операції. Поступово будівлі монастиря занепали, ікони, книги, церковне начиння та обладнання розкрадалися.

### Відновлення
Відродження монастиря почалося наприкінці 1980-х років. У 1989 році була відкрита для відвідування парафіян Успенська церква. У 1990 році патріархом Олексієм II настоятелем монастиря було призначено випускника Московської духовної академії Дорімедонт (Чекан), стараннями якого монастир почав відновлюватися. 1990 року при монастирі було відкрито Духовне училище, перетворене 1991 року на семінарію (1996 року перейменована на Кишинівську). У 1994 році на честь небесного покровителя монастиря преподобного Паїсія була збудована парафіяльна церква селі Кіцкани. Цього ж року на території монастиря було закладено каплицю на честь чудотворної ікони Божої Матері Ново-Німецької, що була призначена для малого освячення води. У відновленому будинку бібліотеки розташований музей історії монастиря.

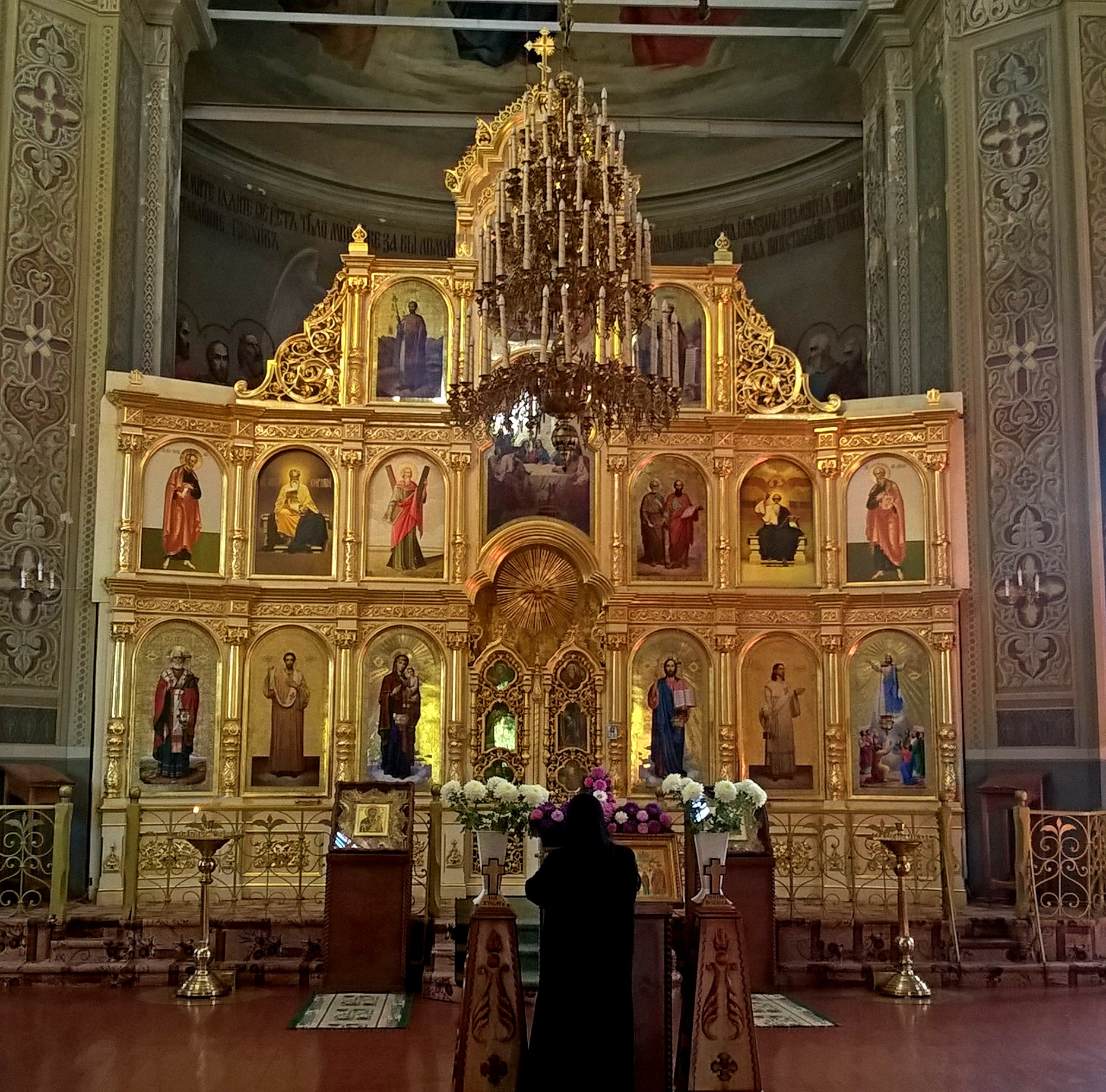
Іконостас Вознесенського храму

9 вересня 2013 року під час свого візиту до Молдови монастир відвідав патріарх Кирило.

## Опис

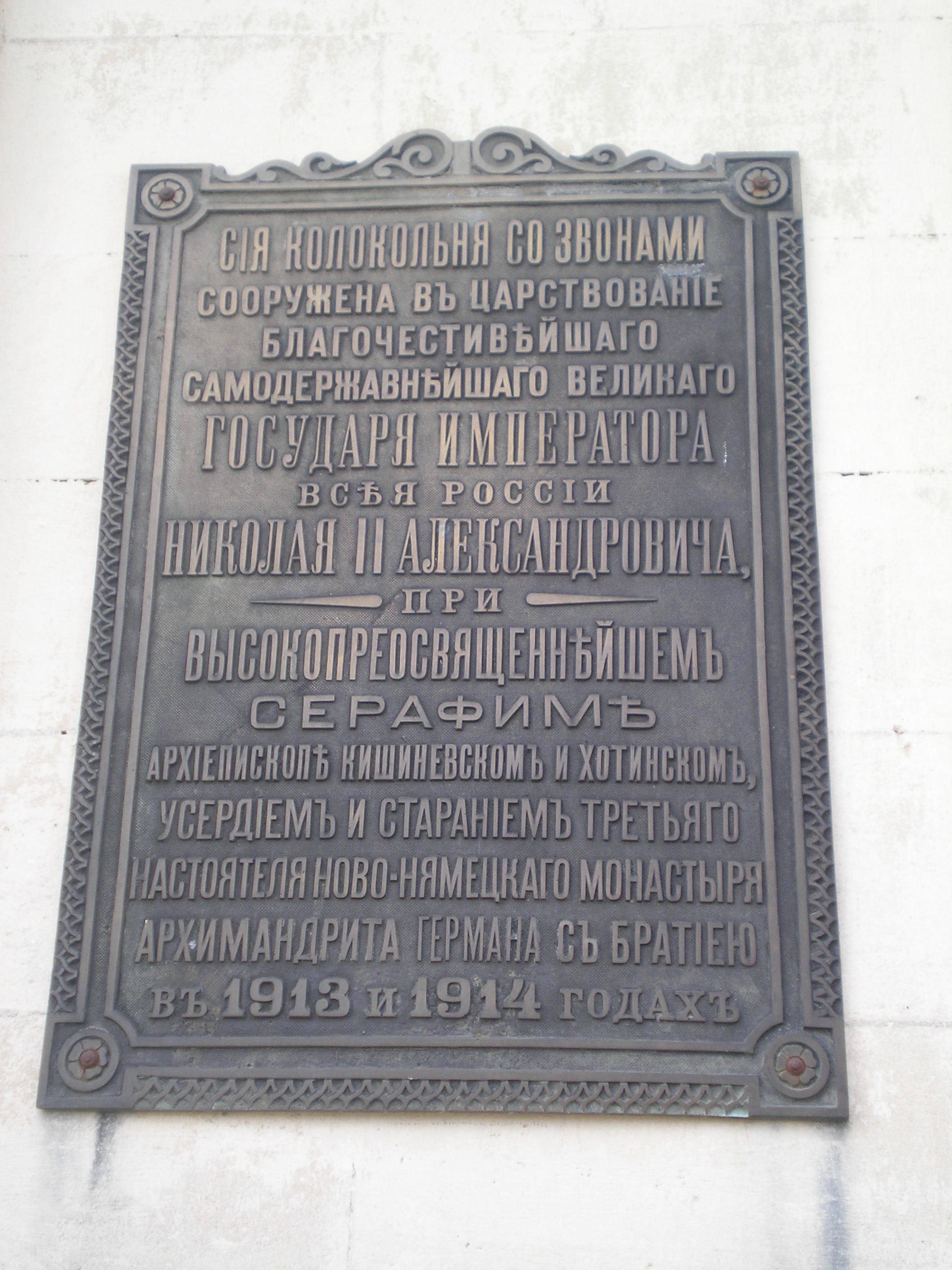
Пам'ятна дошка на дзвіниці монастиря

До складу монастирського ансамблю входять 4 храми: Вознесенський собор (літній), Успенська церква (зимова), Микільський храм (семінарський), Хресто-Воздвиженський (трапезний). До Успенського храму веде липова алея, у стовбурах були вирізані постаті ченців та послушників, проте нині вони втрачені. Окрім храмів та братських келій в обителі є готелі для паломників, церковний музей, бібліотека в якій донині збереглися документи, мініатюри та старовинні книги XV–XIX ст., друкарня та іконописна майстерня.
Монастирська дзвіниця свого часу була найвищою в Молдові. Вона 69 метрів заввишки і складається з п'яти ярусів. Її часто порівнюють із дзвіницею Трійце-Сергієвої лаври. Дзвіницю чудово видно за багато кілометрів від монастиря, а з найвищого її ярусу відкривається дивовижний вигляд мальовничих околиць. За 7 км від монастиря розташований скит Святих Мучеників Вікентія та Дормедонта.
У 1995 році в монастирі було 54 ченці, 3 архімандрити, 3 ігумени, 10 ієромонахів, 7 протодіаконів, 38 послушників.

## Святині обителі
Срібний із позолотою хрест із часткою Животворчого Хреста Господнього; частка каменю від Гробу Господнього; частинки мощів святителя Модеста Єрусалимського та священномученика Харалампія — дар патріарха Єрусалимського Кирила II у 1866 році.
Частинки святих мощей — дар патріарха Константинопольського Іоакима III у 1881 році.
Чудотворний список Нямецької ікони Божої Матері — виконаний у Румунії, оклад був виконаний художником по металу Федором Верховцевим.
Посох преподобного Паїсія (Величківського) — передано обителі 1994 року, зберігається на вівтарі Успенського храму.
Рака з частинками багатьох святих, особливо подвижників Києво-Печерської Лаври — раку виготовлено у 1997 році стараннями архімандрита Дорімедонта.

## Зображення монастиря на банкнотах, монетах та марках
7 червня 2014 року відбулося спеціальне гасіння поштових марок Придністров'я, присвячених 150-річчю Свято-Вознесенського Ново-Німецького монастиря.

25 листопада 2014 року ПРБ увів в обіг пам'ятну монету з недорогоцінних металів номіналом 1 рубль. Тираж монети — 50 тисяч штук.

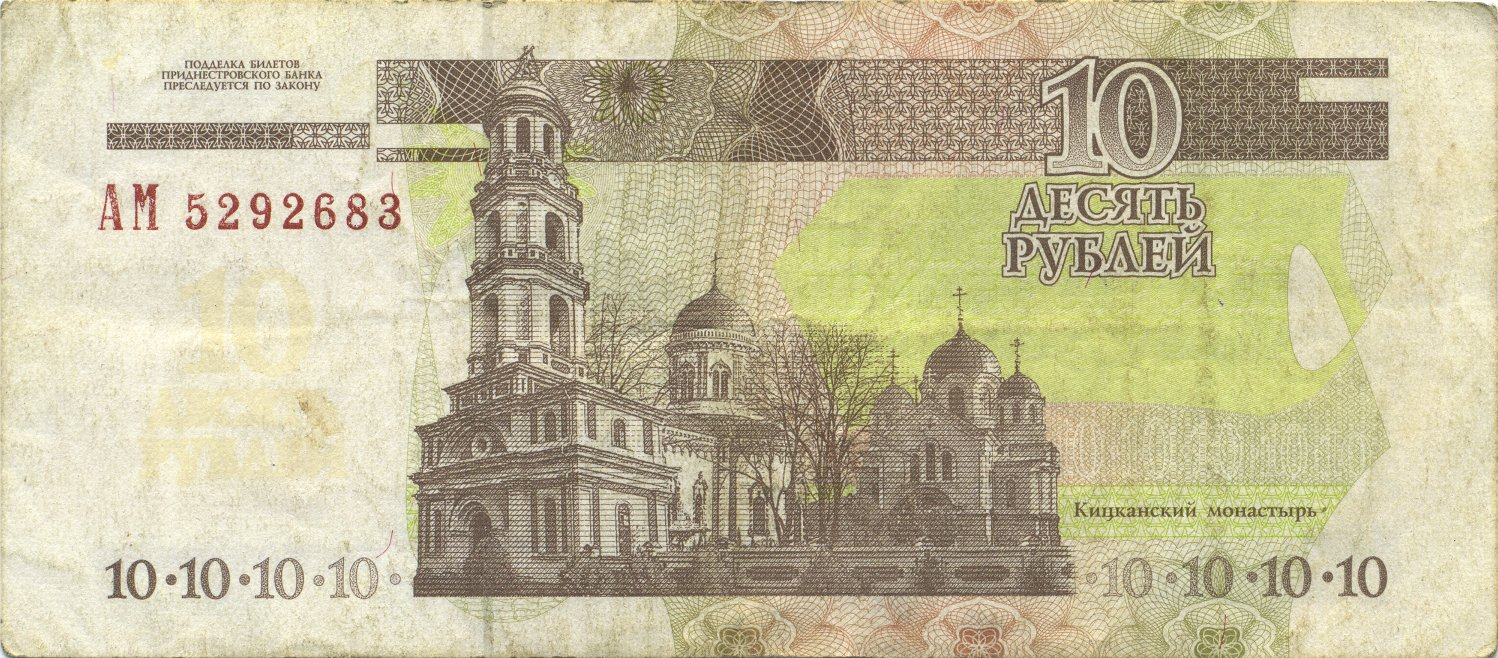
Ново-Німецький монастир на 10 придністровських рублях. 2000
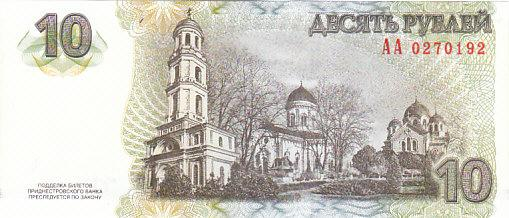
Ново-Німецький монастир на 10 придністровських рублях. 2007
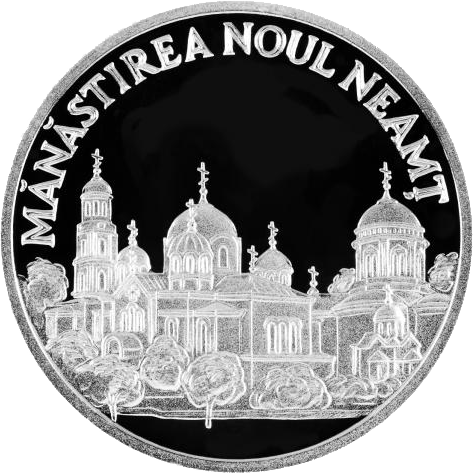
Кіцанський монастир на ювілейній монеті Молдови. 2000
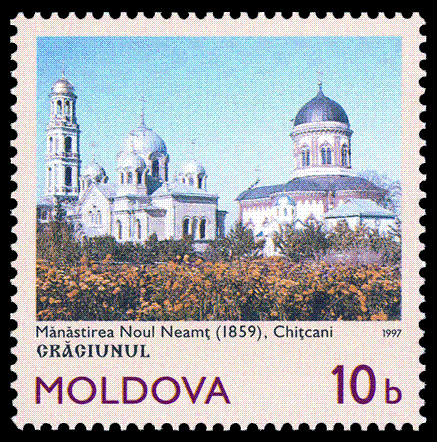
Поштова марка Республіки Молдова (1997)